# Grodziski Szlak Pielgrzyma

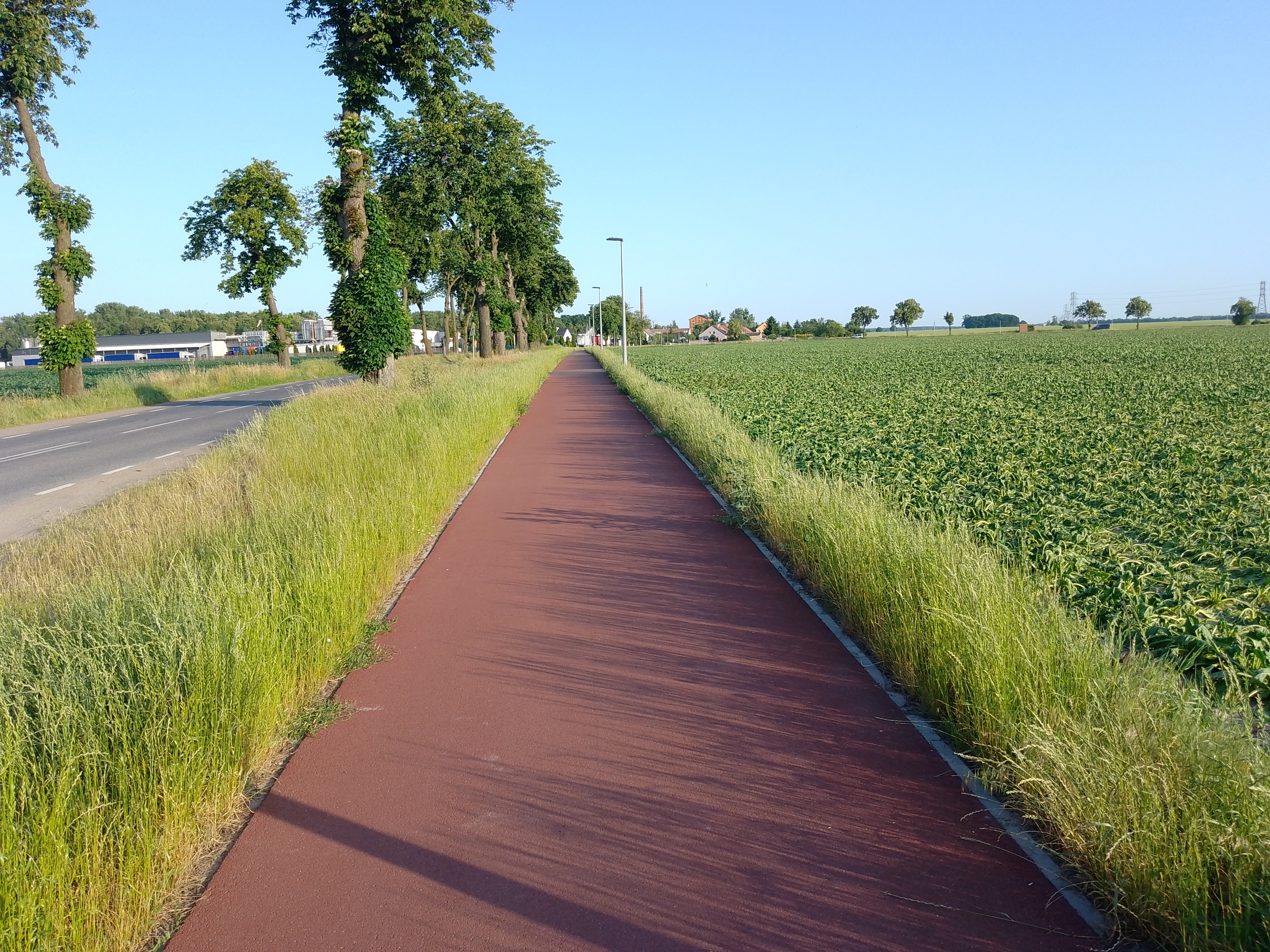
Grodziski Szlak Pielgrzyma

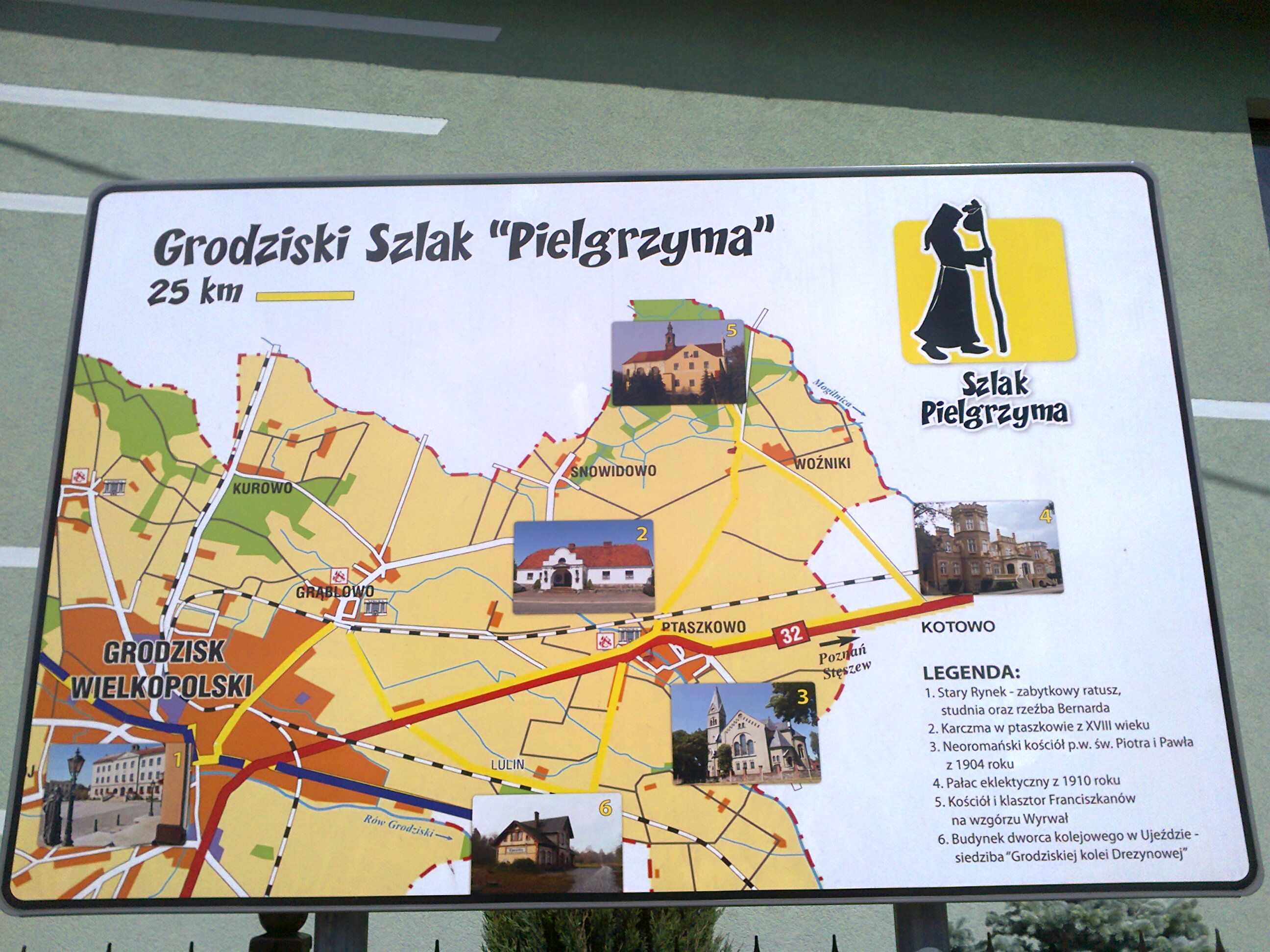
Tablica informacyjna

Grodziski Szlak Pielgrzyma – jedna z tras rowerowych w okolicach Grodziska Wielkopolskiego, prowadzi z miasta do Klasztoru Franciszkanów w Woźnikach i liczy w jedną stronę ok. 12 km.
Ścieżka powstała w latach 2010-2011, jej budowa była częściowo finansowana z funduszy unijnych. Wykonano ją z kostki brukowej, posiada również oświetlenie i ławki. W 2024 r. na odcinku Kotowo-Woźniki kostkę brukową zastąpiono nawierzchnią asfaltową.
Swój właściwy bieg zaczyna w pobliżu Stadionu Dyskobolii Grodzisk Wlkp. i biegnie wzdłuż wylotowej z miasta ulicy Nowaczyka.  Następnie prowadzi równolegle do drogi krajowej nr 32  w kierunku Ptaszkowa i  dalej do Kotowa. W Kotowie skręca w lewo i prowadzi wzdłuż lokalnej drogi do Woźnik i dalej do położonego na pobliskim wzgórzu w lesie klasztoru i kościoła franciszkanów. Oprócz samego klasztoru w Woźnikach inne atrakcje turystyczne wzdłuż ścieżki to m.in. neoromański Kościół Świętych Apostołów Piotra i Pawła w Ptaszkowie i pałac w Kotowie. 